# Udmurtos

Porcentaje de población étnicamente udmurta en Udmurtia.

Los udmurtos (en udmurto: Удмуртъёс, romanizado: Udmurtjos) es un pueblo cuyo territorio originario se encontraba entre los ríos Kama y Viatka y los bosques de los montes Urales. Según el censo ruso de 2002, 460.584 udmurtos habitaban ese año en la República de Udmurtia y 176.322 en otras partes de Rusia, en tanto que unos 8.000 viven en Kazajistán y 4.312 en Ucrania (2001).

## Historia
Se tiene noticia de las tribus udmurtas desde el siglo VI, cuando sobrevivía de la agricultura itinerante, la caza, la pesca y el comercio con los vecinos. En el siglo VIII su territorio fue conquistado por los Búlgaros del Volga a quienes nominalmente continuaron sometidos los udmurtos hasta el siglo XIII. Una parte del territorio fue, sin embargo, colonizada a partir del siglo XII por la República de Nóvgorod, que estableció fuertes militares en el norte de río Viatka. El sur del territorio fue invadido en el siglo XIV por la Horda de Oro y luego quedó bajo el dominio del Kanato de Kazán. El Principado de Moscú se apoderó del norte del territorio en 1489, tras derrotar a Novgorod; y del sur del territorio en 1552, tras derrotar a Kazán. La resistencia udmurta se mantuvo hasta 1558, cuando el país quedó bajo dominio de los terratenientes rusos, que se adjudicaron las tierras más fértiles.
Desde la segunda mitad del siglo XIX se produjo un reavivamiento nacional. Este fue facilitado por el comienzo del desarrollo industrial y ferroviario. En 1910 apareció la primera literatura escrita en idioma udmurto y crecía la actividad cultural. Al comenzar la revolución rusa de 1917, el retorno de los soldados udmurtos que desertaron en masa de las tropas zaristas, colapsó el gobierno local y en el verano de 1917 se reunió un Congreso Nacional Udmurto, en Glázov, que se pronunció por la autonomía dentro de una Rusia federal y democrática. En 1918 los bolcheviques controlaron el país, distribuyeron entre los campesinos la tierra que estaba en poder de los terratenientes y enfrentaron a los nacionalistas. El 4 de noviembre de 1920, formalizaron el Óblast Autónomo Votiaco, que desde el 1 de enero de 1932 fue renombrado como Óblast Autónomo Udmurto,  reorganizado como República Autónoma Socialista Soviética de Udmurtia, el 28 de diciembre de 1934 y como República de Udmurtia desde el 20 de septiembre de 1990. 
Si según el censo de 1926 los udmurtos eran el 52,3 % de la población de Udmurtia, en el censo de 1939 eran el 39,4 % y en el censo de 2002 representaron solo el 29,3 %. Ahora los udmurtos son una «minoría» en su propio país. Para expresarse como pueblo y defender sus derechos nacionales han constituido el Udmurt Kenesh (Consejo Udmurto). Entre los temas en debate con las autoridades rusas está la economía, actualmente centrada en el complejo industrial-militar, el establecimiento de la enseñanza en udmurto, no solamente en la escuela primaria como ahora, sino hasta en la educación superior y la continuidad de la cultura udmurta. Los udmurtos, además, se oponen decididamente a la privatización de sus tierras.

## Religión
El 55% de los udmurtos se consideran integrantes de la Iglesia ortodoxa rusa; una minoría mantiene las creencias tradicionales, en tanto que, entre los udmurtos de Baskortostán se ha difundido el Islam.
Las creencias tradicionales se caracteriza por entender la realidad como una lucha entre el bien y el mal, concretados en las respectivas deidades que se enfrentan. Incluyen un espíritu o dios protector del hogar vorshud y espíritus del agua, las praderas y el bosque, la veneración de árboles sagrados, el culto de los antepasados y la fabricación de figuras de madera y de plata. Entre los espíritus malvados incluyen el de la enfermedad. Existen sacerdotes o chamanes que presiden los rituales.